# Skrjabinodon trimorphi
Skrjabinodon trimorphi är en rundmaskart som beskrevs av Geoffrey Clough Ainsworth 1990. Skrjabinodon trimorphi ingår i släktet Skrjabinodon och familjen Pharyngodonidae. Inga underarter finns listade i Catalogue of Life.